# Marine Corps Base Quantico

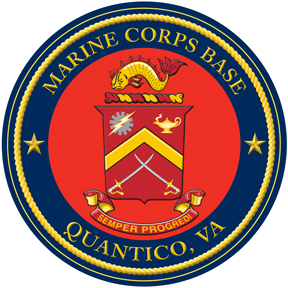
Sigill för Marine Corps Base Quantico.

Marine Corps Base Quantico (ofta förkorat till MCB Quantico) är en militär anläggning tillhörande USA:s marinkår som funnits sedan 1917 och är belägen kring staden Quantico i delstaten Virginia. Basen ligger vid floden Potomac och motorvägen I-95 skär igenom området av skog och träsk som omfattar drygt 25 000 hektar mark i södra Prince William County, norra Stafford County och sydöstra i Fauquier County. 
MCB Quantico används främst för utbildning och övning och är informellt känd som "marinkårens vägskäl".

## Marinkåren

MCB Quanticos läge i Virginia.

Marinkåren har funnits på platsen sedan 1917 då en ny anläggning behövdes eftersom Marine Barracks Washington i huvudstaden blivit för liten för kårens behov.
De utbildningsinstitutioner inom marinkåren som finns på MCB Quantico är: 
- Marine Corps Officer Candidate School (OCS), grundläggande officersutbildning för officerare (bortsett från de kadetter som går på United States Naval Academy).
- Basic School (TBS), nästa steg för de som har examen från OCS eller USNA.
- Marine Corps University, högre militär utbildning som utfärdar masterexamina.

Dessutom finns här även Marine Corps Combat Development Command (MCCDC) som utvecklar taktik och utrustning för marinkåren, helikopterskvadronen HMX-1 som transporterar USA:s president med anropssignalen Marine One, samt även högkvarteret för Marine Corps Embassy Security Group vars marinsoldater tjänstgör på USA:s ambassader runt om i världen.

## Andra än marinkåren på området
Även om marinkåren upptar den största delen av basen så finns det även andra verksamheter där. Federal Bureau of Investigation (FBI) har sin internutbildning FBI Academy på området, liksom Drug Enforcement Administration (DEA). FBI:s insatsstyrka Hostage Rescue Team (HRT) är även baserad på området. Även andra kriminalpolisenheter inom USA:s försvarsdepartement som Army CID, Air Force OSI och NCIS har på senare år relokaliserat sina huvudkontor till Quantico.

## Quantico Station

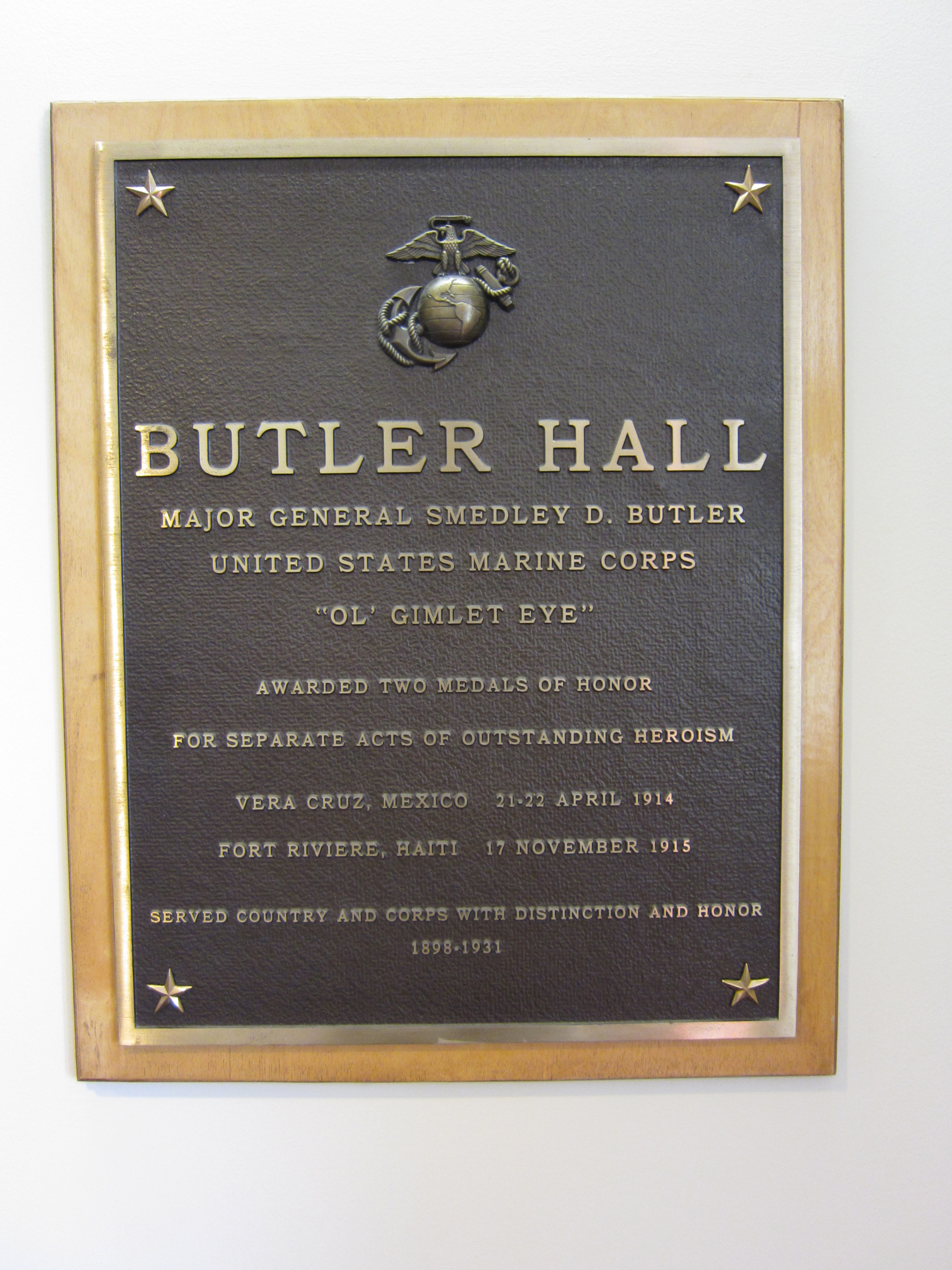
Minnesplakett för Smedley Butler utanför Butler Hall.

Quantico Station är en census-designated place som överlappar med Marine Corps Base Quantico och som används av U.S. Census Bureau för att räkna de som bor på området i personalbostäder samt deras familjer. Befolkningen var i 2010 års census var 4 452 personer.